# Referèndum a Luxemburg de 1919
El 28 de setembre de 1919 es va celebrar un doble referèndum a Luxemburg. En aquest, es va preguntar als votants qui preferien com a cap de l'estat, a més de si hi hauria d'haver una unió econòmica amb França o amb Bèlgica. La majoria dels votants van decidir mantenir a la Gran Duquessa Carlota com a cap de l'estat, així com disposar d'una unió econòmica amb França.

## Resultats

### Cap de l'estat
| Opció                                              | Vots    | %    |
| -------------------------------------------------- | ------- | ---- |
| Gran Duquessa Carlota                              | 66,811  | 77.8 |
| República                                          | 16,885  | 19.7 |
| Mantenir la dinastia però reemplaçant a Carlota    | 1,286   | 1.5  |
| Mantenir la monarquia però reemplaçant la dinastia | 889     | 1.0  |
| Nuls/vots en blanc                                 | 5,113   | –    |
| Total                                              | 90,984  | 100  |
| Vots registrats                                    | 126,193 | 72.1 |
| Font: Nohlen & Stöver                              |         |      |

### Unió econòmica
| Opció                 | Vots    | %    |
| --------------------- | ------- | ---- |
| França                | 60,133  | 73.0 |
| Bèlgica               | 22,242  | 27.0 |
| Nuls/vots en blanc    | 8,609   | –    |
| Total                 | 90,984  | 100  |
| Vots registrats       | 126,193 | 72.1 |
| Font: Nohlen & Stöver |         |      |

## Resultat
Els dos resultats van ser interpretats com un gran indicatiu de la voluntat del país, i es va procedir en conseqüència. El resultat a favor de la monarquia es va veure com un acte wilsonià d'autodeterminació, en contraposició a la república francesa o a la imposició de la dinastia belga. Derrotant aquestes dues possibilitats, el resultat del referèndum va acabar clarament amb la discussió sobre la dinastia luxemburguesa mantinguda entre els poders aliats. L'historiador Christian Calmes, sobre aquest tema concret, digué:
No fou la conseqüència menys important del referèndum del 1919 acabar amb la discussió entre els aliats sobre l'estatus de Luxemburg, així com el reconeixement de la dinastia: fou una qüestió relacionada visceralment amb la independència.
El resultat polític va assentar la qüestió nacional, deixant a la Gran Duquessa com l'encarnació de la pròpia nació i apartant l'opció republicana d'una vegada per totes. Tot i que la monarquia seguia tenint els seus detractors, especialment entre els socialistes, la seva importància com a opció política va minvar considerablement.
L'apartat econòmic fou molt més difícil d'implementar per part del govern. De fet, el 1917 França havia promès a Bèlgica carta blanca (econòmicament parlant) a Luxemburg, i informalment havia impedit una unió duanera. Tot i així, les negociacions amb el govern francès van avançar fins que es trencaren el 1920. Així, el govern luxemburguès va girar-se cap a Bèlgica. L'any següent les negociacions amb el govern belga van comenár, i el 25 de juliol de 1921 es va signar un tractat entre els dos països, creant la Unió Econòmica Belgoluxemburguesa (UEBL). A causa del resultat del referèndum i a una manca de confiança en els motius polítics belgues, la ciutadania luxemburguesa va rebutjar aquest tractat. No obstant això, la Cambra de Diputats va ratificar-lo el 22 de desembre de 1922 per 27 vots a favor, 13 en contra i 8 abstencions.